# Кольцов-Мосальский, Владимир Васильевич
Князь Владимир Васильевич Кольцов-Мосальский (ум. 1610) — московский дворянин, голова, воевода и боярин в царствование Ивана Грозного, Федора Ивановича, Бориса Годунова, Лжедмитрия I и Василия Шуйского. Сын князя Василия Семёновича Кольца Мосальского. Рюрикович в XX колене.

## Биография

### Служба Ивану Грозному
В 1577-1580 годах входил в Земский двор.
В апреле 1577 года послан в Дорогобуж собирать детей боярских в поход в Лифляндию, в том же году воевода в Ржеве.
В октябре 1580 года прислан в город Ржев, вместо воеводы И. П. Татищева «под литовскими людьми».
В 1581 году голова в войсках правой руки при Романе Дмитриевиче Бутурлине в походе в Можайск, а оттуда на Речь Посполитую.
В апреле 1582 года воевода в Орле, откуда отправлен сходным воеводой с окраинными и береговыми воеводами и по сходу назначен воеводой в Большом полку с князем И.М. Воротынским и бояриным и князем Иваном Фёдоровичем Мстиславским. В июле того же года — первый воевода в Пронске.
В 1584 году первый воевода в Орле, откуда указано ему сходиться против крымцев и быть воеводой в Большом полку с бояриным и князем Тимофеем Романовичем Трубецким.
В 1584—1587 годах составлял переписную книгу Рязанского уезда.

#### Служба Фёдору Ивановичу
В 1585 году второй воевода «на берегу» Оки, откуда послан описывать Козельский уезд. В феврале этого же года первый воевода на Орле и был в сходе с окраинными воеводами, воеводой Большого полка с князем Т.Р. Трубецким, потом береговой воевода войск правой руки с бояриным и князем Шуйским, а в июле отпущен по болезни.
Весной 1586 года отправлен первым воеводой в чистое поле на Усть-Ливны вместе с тульским дворянином Л. Б. Хрущёвым строить Ливенскую крепость (ныне город Ливны).
В 1587 году воевода в Болхове.
В 1590—1591 годах воевода в Тобольске. Организовал поход против хана Кучума, в который вошло большое количество татар, которые были не довольны насилием хана, и вместе с ними он настиг хана на реке Ишим близ озера Чирикуля, где последний был разбит. В плен взяты: сын Абдул-Хаир и две жены хана Кучума. Сам хан смог спастись и с малым войском и скрылся в Барабинской степи. Однако историк Я. Г. Солодкин указывает, что впервые это сражение упоминается в Ремизовской летописи спустя 100 лет после события и противоречит ранее появившимся источникам, включая Есиповскую летопись 1639 года, из чего приходит к выводу о вымышленности этого сражения. За Сибирскую службу получил награду: золотой, шубу в 35 рублей и ковш.
В 1591 году воевода в Данкове из которого выдвигается на Раздоры, перед приходом хана Газы-Гирея Боры, где в последующем 1592 году участвует в битве против хана, в составе большого полка, командуя сотней стрельцов.
В 1592 году послан вторым прибавочным воеводой Передового полка против шведов, потом третий воевода Большого полка в Новгороде, а после отправлен из Пскова на Усть-Наровы вторым воеводой.
В 1593 году послан в Большой полк, стоящий у моря в Роске, потом велено ему идти в Ивангород и стоять воеводой за острогом.
В 1595 году отправлен первым воеводой строить и укреплять крепость Кромы для защиты от татарских набегов. В том же году послан вторым полковым воеводой с окольничим Иваном Михайловичем Бутурлиным в Астрахань и получил указание строить город на Тетюшках.
В 1596 году отправлен на Яик строить города, воевода на Усть-Яике, где в 1597 году получил приказание разорить и сжечь построенный острог и возвратиться в Москву.

##### Служба Борису Годунову
В 1598 году подписывается в соборной грамоте об избрании царя Бориса Годунова. В мае этого же года воевода в Передовом полку плавной рати на реке Оке, откуда велено  по "крымским вестям" быть вторым воеводой в Новосиле, откуда в 1599 году ему велено идти в степь и строить город на устье реки Валуйки и упомянут воеводой в Чернигове.
В 1599 году второй воевода Передового полка в Мценске.
В 1600 году второй воевода в Валуйках и Осколе.
В 1601 году первый воевода у обоза на берегу Оки.
В 1603 году второй воевода Большого полка в Терках.
В 1604 году второй воевода сторожевого полка в Новгороде-Северском и в Стародубе. В марте этого же года упомянут вторым воеводой Сторожевого полка в походе к Шемаху и Коису.
В 1605 году участвует в кавказском походе, воевода в Терках и по разбитии отряда Бутурлина отходит к Койсу.

###### Служба в Смутное время
В 1605 году присягнул на верность Лжедмитрию I. Получил в награду чин боярина, являлся тридцать третьим членом Государственного совета. Участник свадьбы Лжедмитрия I и Марины Мнишек, где был вместе со своей женой, сидел семнадцатым в лавке ниже боярынь и был вторым у подклета.
В мае 1606 года после гибели самозванца присягнул в верности Василию Шуйскому.
Осенью 1606 года отряд, возглавляемый Кольцовым-Мосальским, был разбит повстанцами в битве на Лопасне, затем участвовал в победной для правительственной стороны битве на Пахре.
В 1607 году участвовал в сражениях с отрядами И. И. Болотникова под Серпуховым.
Убит в 1610 году под Москвою (Коломенская дорога) во время боя с разбойником Сальковым.

## Семья
Женат на Марфе Ивановне (фамилия неизвестна), имели дом в Москве на Покровке и поместья в Мосальском уезде (среди них: Хотибино, Поляны, Харламово, Филино, Шубино, Поскон, Бурмакино, Григорово, Зюзино). На свадьбе Лжедмитрия I с Мариной Мнишек сидела за столом «под свахами».
От брака родилось трое сыновей:
- Князь Кольцов-Мосальский Иван Владимирович — воевода.
- Князь Кольцов-Мосальский Андрей Владимирович — в мае 1606 года третий рында в белом платье на свадьбе Лжедмитрия I, ходил с окольничими перед самозванцем и был с ним десятым мовником. В 1611 году послан из Москвы от бояр и всех властей под Смоленск к польскому королю Сигизмунду III. Был женат на Марии Ивановне, дочери И. С. Туренина.
- Григорий Владимирович — в 1611 году стольник[6].

## Критика
Имеются большие расхождения по поводу отца князя Владимира Васильевича Кольцова-Мосальского. Смотри критику в статье Мосальский Василий Семёнович Кольцо.
М.Г. Спиридов именует князя Владимира Васильевича — князем Василием Васильевичем, с сохранением всех служб.